# Focke-Wulf Fw 189
Focke-Wulf Fw 189 Uhu ("Výr velký") byl německý třítrupý dvoumotorový taktický průzkumný a spojovací letoun užívaný v druhé světové válce. První prototyp Focke-Wulf Fw 189 V1 (D-OPVN) zalétal osobně hlavní konstruktér Kurt Tank 23. července roku 1938, který za pohonné jednotky vybral dva vzduchem chlazené dvanáctiválcové motory Argus As 410 o výkonu 316 kW. Sériová výroba probíhala v letech 1940–1944. 337 ks Focke Wulfů Fw 189 bylo za války vyrobeno i v továrně Aero ve Vysočanech.

## Vznik a vývoj
V únoru 1937 německé říšské ministerstvo letectví vyhlásilo soutěž na jednomotorový průzkumný letoun s dobrým výhledem z kabiny. Soutěž vyhrála firma Arado, ale firma Focke-Wulf byla pověřena vývojem alternativního typu s dvěma trupy, motory Argus As 410 a proskleným trupem. Kurt Tank začal práce na prototypu v dubnu. Na projektu průzkumného letounu pracovala i firma Blohm & Voss, jejíž projekt byl ještě více netradiční. Dr. Richard Vogt vypracoval stroj Bv 141, který měl asymetrický tvar a byl uzpůsoben pro let velmi nízkou rychlostí. Tento typ se však do sériové výroby nedostal. Do výroby byl nakonec přijat projekt konstruktéra Tanka.
Druhý prototyp Fw 189 V2 (D-OVHD) byl zalétán v srpnu a třetí Fw 189 V3 (D-ORMH) v září 1938. Druhý prototyp byl již vyzbrojen třemi pohyblivými kulomety MG 15 ráže 7,9 mm a na pumové závěsníky, instalované pod vnějšími částmi křídla, bylo možno zavěsit čtyři 50 kg pumy. Třetí prototyp nebyl vyzbrojen, byl však vybaven upravenými sériovými motory Argus (Einheitstriebwerke) a automaticky stavitelnými kovovými dvoulistými vrtulemi.
Po úspěšných letových zkouškách prvních prototypů objednal Technisches Amt další čtyři. První z nich, Fw 189 V4 (Werk-Nr. 0001, D-OCHO) s pohonnými jednotkami As 410A-1, se stal vzorem pro sérii A, která byla určena k taktickému průzkumu a řízení dělostřelecké palby. Od předchůdců se lišil změněným tvarem přední části motorových krytů, byl odstraněn přední pohyblivý kulomet MG 15 a bylo použito ostruhové kolečko o větším průměru.
Koncem roku 1938 byl prototyp Fw 189 V1 přestavěn na bitevní verzi a jeho označení se změnilo na Fw 189 V1b (NA+BW). Původní trup byl nahrazen zcela novým, zmenšeným, pro dva členy posádky. Kabina byla pancéřovaná a vybavená neprůstřelným prosklením. Palubní střelec, sedící zády k pilotovi, ovládal pohyblivý kulomet MG 15. Zkoušky byly zahájeny v březnu 1939, letové vlastnosti se však velmi zhoršily a z letounu byl velmi špatný výhled. V1b byl proto odeslán zpět do mateřské továrny v Brémách, kde byla kabina přestavěna, pancéřová skla zvětšena a zaoblena. Ani tyto úpravy nevedly ke zlepšení, což potvrdila jeho havárie během zkoušek, po které byl stroj zcela zničen.
Na počátku roku 1939 byl zalétán prototyp Fw 189 V5, který se stal vzorem pro sérii B, která byla určena k výcviku posádek. Stroj nebyl ozbrojen a vyznačoval se pětimístnou kabinou odlišného tvaru.
Práce na bitevní variantě pokračovaly s využitím dalšího prototypu Fw 189 V6, jenž byl dokončen začátkem roku 1940 a měl představovat vzor pro sériovou produkci C. Stroj byl vybaven kabinou podobnou modernizované kabině letounu V1b a poháněly jej dva motory Argus As 410A-1 o vzletovém výkonu 342 kW, podvozkové nohy dostaly dvojité hydraulické tlumiče. V novém centroplánu byly umístěny dva kanóny MG FF ráže 20 mm společně se čtyřmi kulomety MG 17 ráže 7,9 mm. Letoun byl testován v jednotce 5.(Schlacht)/LG2.
Poslední dodatečně objednaný prototyp V7 měl být vybaven plováky. V této podobě však nebyl dokončen a později byl přestavěn na variantu B-0.
Do konce roku 1939 společnost Focke-Wulf dodala tři předsériové exempláře Fw 189 B-0 a tři sériové Fw 189 B-1. Dalších sedm B-1 bylo vyrobeno v první polovině roku 1940, které sloužily jako školní a spojovací letouny pro vyšší důstojníky Luftwaffe. Na jaře 1940 byla zahájena sériová výroba průzkumné verze A, které bylo do konce roku dodáno 38 kusů ve variantě Fw 189 A-0 a Fw 189 A-1. K jednotkám první stroje přišly nejvíce vyráběné verze A až v roce 1941 během útoku na SSSR. Existovalo několik variant Fw 189 A-1 s třemi podvariantami: U-1 byla standardní, U-2 byla upravena pro pouštní podmínky a U-3 byly dva speciálně upravené stroje pro generála Kesselringa (Werk-Nr.0159, H1+IN) a Jeschonneka. Verze Fw 189 A-2 měla posílenou výzbroj na základě zkušeností z východní fronty, kulomety MG 15 byly nahrazeny dvojkulomety MG 81Z. Druhá cvičná verze se zdvojeným řízením nesla označení Fw 198 A-3. K boji proti pozemním cílům byla nejprve vyrobena verze Fw 189 A-4 s lepším pancéřováním, dvěma 20 mm kanóny MG 151/20 a dvěma kulomety. Od roku 1942 se stroje kromě Německa vyráběly i v okupované francouzské továrně Bordeaux-Merignac. Zde také vznikla varianta Fw 189 E poháněná francouzskými motory Gnome-Rhône 14M4/5 o vzletovém výkonu 515 kW. Prototyp přestavěný ze sériového stroje A-1 havaroval poblíž města Nancy při letu do Německa, kde měl být testován ve zkušebním středisku v Rechlinu. Po této nehodě byl vývoj "éčka" zastaven. Poslední variantou vyrobenou v roce 1944 se stal Fw 189 F-1, jehož základem byl drak verze A-2 opatřený motory Argus As 411 MA-1 o maximálním vzletovém výkonu 426 kW. Spolu s prototypy bylo postaveno 864 ks Fw 189.

## Bojové nasazení

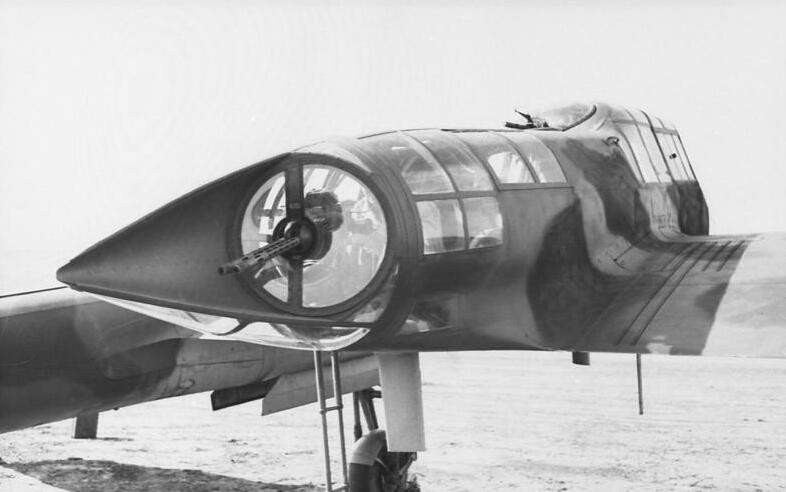
Zadní část kabiny

První jednotka vybavená na jaře 1940 stroji Fw 189 A-0 byla 9.(H)/LG 2. Během války se Fw 189 nacházely ve výzbroji Aufklärungsgruppen 10, 11, 12, 13, 14, 21, 31, 32 a 41. Většina strojů byla nasazena na východní frontě (např. jednotky 6.(H)/41, NAGr.16, NAGr.3). Navzdory napohled chatrné konstrukci si zde stroje Fw 189 vysloužily respekt. Vynikaly zejména svou obratností, která je spolu s velkou odolností vůči poškození dělala těžkým terčem. Němečtí letci byli s Fw 189 schopni prudkými obraty vymanévrovat i jinak celkem obratné sovětské stíhačky. Sovětská vojska přezdívala Fw 189 rama (rám).
Jednotka 4.(H)/12 operovala i v Severní Africe, nebo na začátku roku 1944 se sedmi letouny 1.(H)/32 umístěná ve Finsku.
Slovenské letectvo dostalo celkem 12 strojů Fw 189 A-2, z nichž první byly dodány v říjnu 1943.
Rumunské královské letectvo používalo Fw 189 v 8. bitevní skupině (Grupul 8 asalt).
V bulharském letectvu sloužilo 18 letounů Fw 189 A u 333. a 334. průzkumné letky.
V maďarském letectvu létalo 20 Fw 189 A-1 a A-2. Jako první obdržela 12 exemplářů 3/2 Magyar Királyi Honvéd Repülo Szazád přečíslovaná koncem roku 1943 na 3/1 pod velením Imre Telbisze. Jednotka operovala pod velením Luftflotte 4 v sestavě Aufklärungsgruppe 32 na východní frontě a rozpuštěna byla v březnu 1944.
Jeden Fw 189 operoval i v rámci kombinované letky během SNP, kde sloužil k navádění povstaleckých stíhačů Bf 109G-6.
Dodnes se zachoval jen jeden exemplář Focke-Wulf Fw 189, který byl nalezen poškozený v lesnaté oblasti severního Ruska, kde byl sestřelen 4. května 1943. V roce 1992 byl prodán do Spojeného království, kde byl zrestaurován a od roku 1996 je opět letuschopný.

## Uživatelé
Německo
- Luftwaffe

 Bulharsko
- Bulharské letectvo

 Maďarsko
- Maďarské královské letectvo

 Norsko

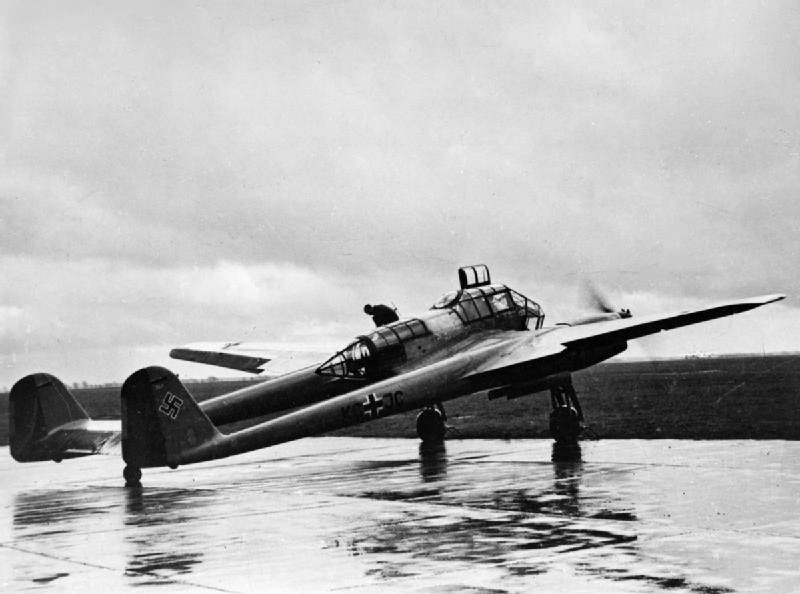
Focke-Wulf Fw 189A-2 (KC+JC) vyrobený společností SNCASO

- Norské královské letectvo (po válce)

 Rumunsko
- Rumunské královské letectvo

 Slovensko
- Slovenské vzdušné zbraně
- Slovenské povstalecké letectvo

## Popis konstrukce
Focke-Wulf Fw 189 byl dvoumotorový samonosný dolnoplošník pro tříčlennou posádku. Kovová kostra křídel, pevných částí ocasních ploch, trupové gondoly a trupové nosníky byly potaženy duralem, kovová kostra pohyblivých částí ocasních ploch plátnem. Krycí plechy byly také duralové. Řadové motory byly poháněny dvoulistými nastavitelnými vrtulemi. Podvozek byl zatahovací a hlavní podvozkové nohy se zatahovaly do trupových nosníků; zadní kolo do vodorovné ocasní plochy.

## Specifikace (Fw 189 A-1)

### Technické údaje
- Osádka: 3
- Rozpětí: 18,40 m
- Délka: 12,03 m
- Výška: 3,10 m
- Nosná plocha: 38 m²

Focke Wulf Fw 189A-1

- Hmotnost prázdného letounu: 2680 kg
- Vzletová hmotnost: 3950 kg
- Pohonná jednotka: 2 × vzduchem chlazený invertní vidlicový dvanáctiválec Argus As 410
  - Výkon pohonné jednotky: 350 kW

### Výkony
- Maximální rychlost: 360 km/h
- Dostup: 8400 m
- Dolet: 670 km

### Výzbroj
- 2 × kulomet MG 17 ráže 7,92 mm
- 2 × kulomet MG 15 ráže 7,92 mm
- 200 kg pum